# نبات قدم الفيل
نبات قدم الفيل (بالإنجليزية: Elephant foot,Ponytail)‏ ويطلق عليه أيضًا مسمى رجل الفيل، ذيل البوني، أو الأرجيلة، النولينا، وكان يعرف سابقًا (Beaucarnea recurvata). أو الزلوعة ينتمي هذا النبات إلى الفصيلة الهليونية تنمو هذه النباتات في صحاري المكسيك، وغواتيمالا، ويذكر البعض أنها تنمو في مدغشقر.
تعتبر من نباتات الزينة الداخلية أو الخارجية، بطيئة النمو، يبلغ ارتفاعها نحو 4 أمتار، تتميز بإنتفاخ أو تضخم من أسفل الساق؛ ليساعدها على تخزين كميات من الماء تكفيها في فصول الجفاف كما أنها تتحمل العطش ودرجات الحرارة المرتفعة تشبه في مظهرها النخيل، أوراقها طويلة ذات مظهر جلدي منحنية إلى الأسفل، تظهر عليها أحيانًا أزهارًا بيضاء صغيرة.

## طرق العناية بنبات قدم الفيل
- تسقى بالماء معتدل كل عشرة أيام؛ فهي مناسبة لمن يسافرون كثيرًا.
- تعرض للضوء الساطع بطريقة مباشرة؛ فهي من النباتات المحبة للضوء.
- التسميد يكون بمعدل مرة كل 20 يوما، يفضل التسميد  بسائل قابل للذوبان في الماء مع تنظيف الأوراق بممسحة مبلولة والمحافظة على جفاف النبتة شتاءًا وإزالة الأجزاء الميتة بشكل مستمر.[8]

## أبرز المشاكل
- سقوط الأوراق فجأة وتبقعها باللون البني؛ بسبب برودة الطقس.
- تدلي الأوراق إلى الأسفل؛ بسبب نقص الري.[4]